# Alfredo Rodrigues Gaspar
Alfredo Rodrigues Gaspar (Funchal, 8 agosto 1865 – Lisbona, 1º dicembre 1938) è stato un politico portoghese.

## Biografia
Militare della Marinha Portuguesa, Rodrigues Gaspar ricoprì numerosi incarichi di governo: 4 volte Ministro delle Colonie (1914-1915, 1915-1916, 1919-1920, 1922-1923) e una volta Ministro della Marina nel 1919. Nel 1924, fu nominato Presidente dei Ministri, mantenendo nello stesso governo le cariche di Ministro dell'Agricoltura e Ministro degli Interni.